# أندرو مورتون (مبرمج كمبيوتر)
أندرو كيث بول مورتون (مواليد 1959) هو مهندس برمجيات أسترالي، يُعرف على أنه أحد المطورين الرئيسيين لنواة لينكس. وهو حالياً مساعد مشرف لنظام الملفات Ext3 وطبقة دفتر اليومية لأجهزة الحظر ‏ (JBD).
في أواخر الثمانينات من القرن الماضي، كان أحد شركاء شركة في سيدني ، أستراليا التي أنتجت مجموعة من أجهزة الكومبيوتر تسمى " أبليكس 1616" ‏ ، بالإضافة إلى مهندس الأجهزة لشركة "كينو كمبيوتر سيستمز" المصنعة لأجهزة الألعاب الأسترالية (البائدة الآن). حاصل على درجة الشرف ‏ في الهندسة الكهربائية من جامعة نيو ساوث ويلز في أستراليا.
تحتفظ مورتون بشريحة نواة لينكس المعروفة باسم شجرة mm ‏ ، والتي تحتوي على بقع عمل قيد التقدم والتي قد يتم قبولها لاحقًا في شجرة Linux الرسمية التي يحافظ عليها لينوس تورفالدس. أصبحت "mm" كأرضية اختبار أولية كبيرة وغير مشغولة بشكل كبير، وفي عام 2008 تم إنشاء شجرة "linux-next" لملء جزء كبير من هذا الدور.
في يوليو 2003، انضم مورتون إلى مختبرات Open Source Development بموجب اتفاق مع شركة Digeo Inc. (صانعي المركز الإعلامي الترفيهي المنزلي Moxi)، والذي دعمت فيه OSDL أعمال تطوير نواة مورتون في حين استمر في منصبه الرسمي المهندس الرئيسي في ديجيو.
منذ أغسطس 2006، تم توظيف شركة Morton بواسطة Google وتواصل عمله الحالي في الحفاظ على النواة.
ألقى أندرو مورتون الخطاب الرئيسي في ندوة أوتاوا لينوكس 2004. كما كان متحدثًا مونتافيستا ‏ في مؤتمر الرؤية لعام 2007 لشركة مونتافيستا ‏ Software.
كان شاهدا خبيرا في منظمة شنغهاي للتعاون. دعوى قضائية IBM تنافس حقوق التأليف والنشر UNIX .
يُعرَف أندرو أيضًا باسم المستخدم akpm ، كما هو مذكور في عناوين البريد الإلكتروني وكجزء من عنوان URL إلى صفحته الإلكترونية التي تم إبطالها الآن. عند سؤاله عن الأحرف الأولى التي وصفها KP ، أجاب: «البعض يقول» Kernel Programmer. قال والداي «كيث بول.» 

## روابط خارجية
- مقابلة: أندرو مورتون جيريمي أندروز Kerneltrap. 14 فبراير 2002.
- مقابلة [وصلة مكسورة] [ رابط نهائي دائم ] . نادية كاميرون LinuxWorld. 16 يوليو 2003.[ رابط نهائي دائم ]
- الكلمة الرئيسية؛ Ottawa Linux Symposium، 2004
- مقابلة إنجريد مارسون ZDNet UK؛ 5 مايو 2006.
- مقابلة مؤتمر فوسديم 6 فبراير 2007.
- صوت الحديث في SDForum
- فيديو مع أندرو مورتون في معرض هانوفر الصناعي، ألمانيا، مايو 2008
- وصلة لبقعه
- رابط لشجرة النواة الخاصة به [وصلة مكسورة] [ رابط ميت ][ رابط ميت ]
- أرشيف لصفحته الإلكترونية البائدة الآن ، والتي يستضيفها أرشيف الإنترنت

'